# Vörös Viktória
Vörös Viktória (Zalaegerszeg, 1993. március 6. –) labdarúgó, csatár. Jelenleg a Viktória FC labdarúgója.

## Pályafutása
2006 és 2012 között a Nagypáli csapatában szerepelt. 2013 februárjában igazolt Szombathelyre a Viktóriához.

## Sikerei, díjai
- Magyar bajnokság
  - 3.: 2012–13